# Oakman (Alabama)
 Oakman, Alabama és una població dels Estats Units a l'estat d'Alabama. Segons el cens del 2000 tenia 944 habitants.

## Demografia
Segons el cens del 2000, Oakman tenia 944 habitants, 386 habitatges, i 265 famílies. La densitat de població era de 117,2 habitants/km².
Dels 386 habitatges en un 34,2% hi vivien nens de menys de 18 anys, en un 46,9% hi vivien parelles casades, en un 16,1% dones solteres, i en un 31,3% no eren unitats familiars. En el 28% dels habitatges hi vivien persones soles el 15,3% de les quals corresponia a persones de 65 anys o més que vivien soles. El nombre mitjà de persones vivint en cada habitatge era de 2,45 i el nombre mitjà de persones que vivien en cada família era de 3,02.
Per edats la població es repartia de la següent manera: un 28,9% tenia menys de 18 anys, un 6,9% entre 18 i 24, un 27,3% entre 25 i 44, un 23,6% de 45 a 60 i un 13,2% 65 anys o més.
L'edat mediana era de 36 anys. Per cada 100 dones hi havia 93 homes. Per cada 100 dones de 18 o més anys hi havia 87,4 homes.
La renda mediana per habitatge era de 22.014 $ i la renda mediana per família de 31.964 $. Els homes tenien una renda mediana de 25.221 $ mentre que les dones 17.321 $. La renda per capita de la població era d'11.936 $. Aproximadament el 17,4% de les famílies i el 20,2% de la població estaven per davall del llindar de pobresa.

## Poblacions properes
El següent diagrama mostra les poblacions més properes.